# Payaman (Mejobo)
Payaman is een bestuurslaag in het regentschap Kudus van de provincie Midden-Java, Indonesië. Payaman telt 4997 inwoners (volkstelling 2010).